# Maomé Alfazari
Maomé Alfazari, de nome completo Abu Abedalá Maomé ibne Ibraim ibne Habibe Alfazari em árabe: ‏أبو عبدالله محمد بن إبراهيم بن حبيب الفزاري) foi um filósofo, matemático e astrônomo muçulmano do século VIII. 
Não deve ser confundido com o seu pai Ibraim Alfazari, também astrônomo e matemático
Enquanto algumas fontes se referem a ele como árabe,

outras fontes dizem que era persa.

Al-Fazari traduziu muitos livros científicos para o árabe e para o persa.

Diz-se que construiu o primeiro astrolábio no mundo islâmico.

Juntamente com Iacute de Hama e com seu pai, ajudou a traduzir o texto astronômico indiano de Bramagupta (que viveu em torno do século VII), o Brahmasphutasiddhanta, para o árabe como Az-Zīj ‛alā Sinī al-‛Arab  ou o Sindhind. Esta tradução foi, talvez, o meio mediante o qual os números arábigos foram transmitidos desde a Índia ao Islão.